# Бред Купер
Бред Купер (англ. Brad Cooper; 19 липня 1954) — австралійський плавець.
Олімпійський чемпіон 1972 року.
Призер Чемпіонату світу з водних видів спорту 1973 року.
Переможець Ігор Співдружності 1974 року.